# Stodoliszcze (obwód smoleński)
Stodoliszcze (ros. Стодолище) – osiedle typu miejskiego w zachodniej Rosji, centrum administracyjne osiedla wiejskiego Stodoliszczenskoje rejonu poczinkowskiego w obwodzie smoleńskim.
Znajduje się tu stacja kolejowa Stodoliszcze, położona na linii Briańsk – Smoleńsk.

## Geografia
Miejscowość położona jest w dorzeczu rzeki Żadownia, przy drodze federalnej R120 (Orzeł – Briańsk – Smoleńsk – Witebsk), 28 km od centrum administracyjnego rejonu (Poczinok), 77 km od stolicy obwodu (Smoleńsk).
W granicach miejscowości znajdują się ulice: 1-ja Bazarnaja, 2-ja Bazarnaja, pierieułok Bazarnyj, Bolszaja Kołchoznaja, Czkałowa, Glinki, Kaczałowa, Kołchoznaja, Krasnoarmiejskaja, Krasnoznamienskaja, 1-yj pierieułok Krasnoznamienskij, 2-oj pierieułok Krasnoznamienskij, Lenina, pierieułok Lenina, Ługowaja, Małaja Kołchoznaja, Miczurina, Nowobazarnaja, Oktiabrskaja, pierieułok Oktiabrskij, Ordżonikidze, 1-yj pierieułok Ordżonikidze, 2-oj pierieułok Ordżonikidze, Pierwomajskaja, Proletarskaja, Puszkina, Raboczaja, Sadowaja, Siennaja, Sowietskaja, 1-yj pierieułok Sowietskij, 2-oj pierieułok Sowietskij, 2-oj pierieułok Sowietskij, Titowa, Twardowskogo, pierieułok Żeleznodorożnyj.

## Demografia
W 2010 r. miejscowość liczyła sobie 2973 mieszkańców.